# Данчук Леонід Іванович
Данчук Леонід Іванович (нар. 13 листопада 1941, Горбулів, Черняхівський район, Житомирська область, УРСР) — український режисер, театрознавець, народний артист України, професор, кандидат мистецтвознавства, директор Житомирського обласного музично-драматичного театру ім Ів. Кочерги, директор Житомирського державного інституту культури і мистецтв Національної академії керівних кадрів культури і мистецтв.

## Біографія
Данчук Леонід Іванович народився 13 листопада 1941 року у селі Горбулів (Черняхівський район, Житомирська область).
У 1961 закінчив Житомирське культурно-освітнє училище (серед його викладачів — Тетяна Нікітіна-Станіславська.)
У 1973 закінчив Київський театральний інститут ім. І. К. Карпенка-Карого за спеціальністю режисер драматичного театру.
Аспірантура Інституту мистецтвознавства, фольклору та етнографії ім. М. Рильського.
1964—1968 служба в лавах Червонопрапорного Північного флоту — артист ансамблю пісні та танцю, завідувач клубу, старший інструктор культурно масової роботи Будинку офіцерів м. Сєвєроморськ.
1973—1976 директор, режисер Рівненського обласного музично драматичного театру ім. М. Островського.
1976—1978 стажер-режисер Національного академічного драматичного театру імені І. Франка.
1978—1981 заступник директора Укрконцерт.
1981—2005 директор, режисер, художній керівник Житомирського обласного музично драматичного театру ім Ів. Кочерги.
2007 директор Житомирського державного інституту культури і мистецтв Національної академії керівних кадрів культури і мистецтв.

## Творчий доробок
Режисер понад 60 театральних постановок, серед яких: «Украдене щастя» (за І. Франком), «Запорожець за Дунаєм» (за С. Гулаком-Артемовським), «Майська ніч», «Женихи» (за М. Гоголем), «Сватання Стецька» (за Г. Квіткою-Основ'яненком), «І сміх і гріх» (за п'єсою О. Корнійчука «В степах України»), «Тайна однієї сповіді», «Якщо завтра війна» (за Б. Васильєвим), «Останній іспит» (за І. Шамякіним), «Дами і гусари» (за А. Фредром), «Моя чарівна Леді» (за Б. Шоу), «Весілля Фігаро» (за П. Бомарше), «Блез» (за К. Маньє) та багато інших.
«Сватання Стецька» відзначена дипломом лауреата Міжнародного фестивалю «Слов'янські театральні зустрічі»
Концертна програма «Я помню чудное мгновенье» відзначена дипломом Московського міжнародного фестивалю «Слов'янський вінець».